# 法國足球總會
法國足球總會（法語：Fédération Française de Football，簡稱FFF），乃法國足球界的官方機構，負責當地所有足球事宜，包括管理各級別聯賽、國家隊等等。總部設於首都巴黎，屬歐洲足協和國際足協會員。法國足球總會是國際足協創會會員。

## 外部連結
- （法文） 官方網站 （页面存档备份，存于）